# Ота (річка)
Річка Ота (яп. 太田川, отаґава) — річка у західній частині префектури Хіросіма, Японія. Символ колишньої провінції Акі. Довжина становить 102,9 км. Вважається однією з найкрасивіших японських річок. 

## Характеристика
Річка Ота бере початок на горі Канмурі, висотою 1339 м. Ця гора розташована на території міста Хацукаїті префектури Хіросіма, неподалік кордону з префектурами Ямаґуті та Сімане.
Річка Ота має багато приток, особливо у верхній течії. На Хіросімській рівнині вона зливається з річками Тоне і Місаса, та формує дельту Хіросіми разом із річками Кьобасі, Темма і Мотоясу. 
Річка Ота протікає через міста Хіросіма, Акіота, Акітаката, Хіґасіхіросіма і Хіросіма.
Загальна площа басейну Оти становить 1710 км²